# Chœur d'hommes national estonien
Le Chœur d'hommes national estonien (Eesti Rahvusmeeskoor en estonien, également connu internationalement sous le nom Estonian National Male Choir) est un chœur professionnel estonien fondé en 1944.

## Historique
Le Chœur d'hommes national estonien est fondé en 1944 par Gustav Ernesaks.
L'ensemble se nomme à l'origine Chœur philharmonique d'État de la RSS d'Estonie, connu sous le nom de RAM (Riiklik Akadeemiline Meeskoor), puis, à partir de 1953, Chœur académique d'État et, depuis 1989, Eesti Rahvusmeeskoor (Chœur national d'hommes d'Estonie).
Composé de 60 choristes, c'est dans le monde l'un des rares chœurs professionnels masculins.
La formation se produit aussi bien avec orchestre qu'a cappella dans le répertoire estonien.

## Directeurs musicaux
Comme directeurs musicaux, se sont succédé à la tête du chœur, :
- Gustav Ernesaks (1944-1993) ;
- Olev Oja (1964-1991) ;
- Kuno Areng (1966-1990) ;
- Ants Üleoja (1991-1997) ;
- Ants Soots (1994-2005) ;
- Kaspars Putninš (2005-2008) ;
- Ants Soots (2008-2011)
- Mikk Üleoja (depuis 2012).